# Луций Варгунтей
Луций Варгунтей (на латински: Lucius Vargunteius) римски сенатор и политик, участник в Катилинския заговор.
Той участва към края на 66 пр.н.е. в така наречения Първи заговор на Катилина с цел да бъдат анулирани консулските избори. Заговорниците са Публий Автроний Пет и Публий Корнелий Сула, Гней Калпурний Пизон, Гай Корнелий Цетег, Луций Варгунтей и Луций Сергий Катилина.
През нощта на 5 към 6 ноември 63 пр.н.е. във Втория заговор на Катилина той е на сбирката в дома на Марк Порций Лека. Луций Варгунтей и Гай Корнелий (сенатор и конник) трябва да посетят Цицерон на 7 ноември сутринта и да го убият, за да превземат Рим в свои ръце. Катилина планува веднага след убийството на Цицерон да тръгне към Гай Манлий в Етрурия. Атентатът не успява, понеже Фулвия съобщава отново за плановете им на Цицерон. Заговорниците са осъдени на смърт на 5 декември 63 пр.н.е. и екзекутирани.